# Mimetus vespillo
Espèce
Mimetus vespillo est une espèce d'araignées aranéomorphes de la famille des Mimetidae.

## Distribution
Cette espèce est endémique de Sulawesi en Indonésie.

## Publication originale
- Brignoli, 1980 : Ricerche nell'Asia sudorientale dell'Istituto di Zoologia de L'Aquila. I. Due nuovi ragni di Celebes (Araneae: Pacullidae, Mimetidae). Bollettino della Società entomologica italiana, vol. 112, p. 162-166.